# Гевін Гойт
Гевін Гойт (англ. Gavin Hoyte, нар. 6 червня 1990, Волтем-Форест, Лондон) — тринідадський та англійський футболіст, захисник клубу «Мейдстоун Юнайтед».
Виступав, зокрема, за клуб «Арсенал», а також національну збірну Тринідаду і Тобаго.

## Клубна кар'єра

### «Арсенал»
Гойт народився в лондонському районі Лейтонстоун, боро Волтем-Форест, і підписав юнацький контракт з «Арсеналом», коли йому було дев'ять років. Він регулярно грав за юнацький та резервний склад «Арсеналу» і був капітаном команди до 18 років у сезоні 2006/07. 10 вересня 2007 року Гойт підписав професійний контракт з клубом.
Починаючи з 2007 року Гойт кілька разів потрапляв у заявку першої команди «Арсеналу» на матчі. У перший раз це сталося в п'ятому раунді Кубка Англії проти «Блекберн Роверз» 28 лютого 2007 року, а потім опинявся на лаві в чотирьох з п'яти ігор «Арсеналу» в Кубку Ліги сезону 2007/08, але жодного разу на полі не з'явився.
У 2008 році Гойт зіграв дві перших товариських гри «Арсеналу» перед початком сезону і був призначений капітаном резервного складу клубу. Дебютний матч за основний склад «канонірів» для Гойта припав на зустріч Кубка Ліги проти «Шеффілд Юнайтед» 23 вересня 2008 року. У ньому Гевін відіграв всі 90 хвилин. Гойт виходив на поле в наступних раундах Кубка Ліги проти «Вігана» і «Бернлі», а також дебютував у Прем'єр-лізі проти «Манчестер Сіті» 22 листопада 2008 року і був замінений Аароном Ремзі на 60-й хвилині.
У грудні 2008 року Гойт підписав новий довгостроковий контракт з «Арсеналом». 31 грудня 2008 року Гойт відправився в оренду в клуб Чемпіоншіпу «Вотфорд» на залишок сезону 2008/09.
У жовтні 2009 року Гойт на один місяць відправився в оренду в «Брайтон енд Гоув Альбіон». Його взяли як заміну травмованому Енді Вінгу. Потім оренда була продовжена до січня 2010 року, а потім — до кінця сезону 2009/10.
В кінці січня 2012 року Гойт підписав договір про одномісячну оренду з клубом Другої футбольної ліги «Вімблдоном».
У квітні 2012 року Гойт відправився на перегляд у «Стівінейдж» і зіграв за резервну команду проти «Саутенд Юнайтед» (1:6). 22 травня 2012 року було оголошено, що 1 липня Гойт стане вільним агентом і покине «Арсенал».

### Подальші виступи
Після відходу з «Арсеналу» Гойт підписав контракт з клубом «Дагенем енд Редбрідж» на два роки, ставши їх першим трансфером в новому сезоні. Він дебютував за новий клуб 14 серпня 2012 року в матчі проти «Ковентрі Сіті» (0:1) і відіграв всі 90 хвилин. У червні 2014 року він був звільнений з клубу, не зумівши домовитися про новий контракт, незважаючи на запропоновані менеджментом більш вигідні умови.
Далі Гойт підписав короткостроковий контракт з «Джиллінгемом». Він залишався в основі клубу до кінця сезону 2014/15.
У червні 2015 року Хойт підписав контракт з «Барнетом» на два роки. Відтоді встиг відіграти за клуб з Барнета 21 матч у національному чемпіонаті.
Після цього виступав у клубах нижчих ліг Англії — «Істлі», «Дагенем», «Мейдстоун Юнайтед».

## Виступи за збірні
2005 року дебютував у складі юнацької збірної Англії і був у заявці Англії на чемпіонаті світу для гравців не старше 17 років 2007 року. Він зіграв у всіх п'яти матчах Англії на турнірі, тричі вийшовши на заміну і почавши в основі проти Бразилії та Німеччини. Крім того зі збірними Гойт став фіналістом чемпіонату Європи до 17 років у 2007 році та чемпіонату Європи до 19 років у 2009 році.
У травні 2014 року Гевін вирішив виступати у складі національної збірної Тринідаду і Тобаго і був викликаний в збірну на ігри туру по Південній Америці, по ходу якого Гойт взяв участь у товариських матчах проти Аргентини в Буенос-Айресі і Ірану в Сан-Паулу. Наразі провів у формі головної команди країни 3 матчі.

## Особисте життя
Гевін — син британської спринтерші Венді Гойт і молодший брат футболіста Джастіна Гойта, який також грав за «Арсенал».